# Stejaru (gmina w okręgu Tulcza)
Stejaru – gmina w Rumunii, w okręgu Tulcza. Obejmuje miejscowości Mina Altân Tepe, Stejaru i Vasile Alecsandri. W 2011 roku liczyła 1570 mieszkańców. 